# Île de la Gonâve (ö i Haiti)
Île de la Gonâve är en ö i Haiti.   Den ligger i departementet Ouest, i den västra delen av landet, 80 km väster om huvudstaden Port-au-Prince. Arean är 690 kvadratkilometer.
Terrängen på Île de la Gonâve är kuperad. Öns högsta punkt är 773 meter över havet. Den sträcker sig 30,7 kilometer i nord-sydlig riktning, och 53,6 kilometer i öst-västlig riktning.
Följande samhällen finns på Île de la Gonâve:
- Anse à Galets